# North Haverhill
North Haverhill es un lugar designado por el censo ubicado en el condado de Grafton en el estado estadounidense de Nuevo Hampshire. En el Censo de 2020 tenía una población de 843 habitantes y una densidad poblacional de 81,13 habitantes por km². Fue incluido como CDP en el censo de 2020.

## Geografía
North Haverhill se encuentra ubicado en las coordenadas 44°05′23″N 72°01′36″O / 44.08972, -72.02667.Según la Oficina del Censo de los Estados Unidos,  tiene una superficie total de 10,39 km², de la cual 9,29 km² corresponden a tierra firme y 1,10 km² a agua.